# Fritz von Hardenberg
Fritz Dietrich Carl Georg Thassilo Sylvester von Hardenberg (* 26. April 1954 in Göttingen; † 2. Dezember 2010 in München) war ein deutscher Schauspieler und Synchronsprecher.

## Leben
Fritz von Hardenberg stammte aus der Ehe des Land- und Forstwirts Hans-Adolf von Hardenberg (1925–1995) und seiner Ehefrau Alexandra geb. von Lenthe (1926–2008).
Fritz von Hardenberg spielte unter anderem an den Münchner Kammerspielen, wo er 1977 in Harald Clemens Inszenierung von Marieluise Fleißers Fegefeuer in Ingolstadt als Schüler zu sehen war. 1987 spielte er am Stadttheater Gießen den Leonce in Georg Büchners Leonce und Lena unter der Regie von Franz Winter.
Bekannt wurde Fritz von Hardenberg aber vor allem durch seine Stimme. Als Synchronsprecher lieh er unter anderem Tim Allen in der Serie Hör mal, wer da hämmert und diversen Figuren der Simpsons seine Stimme. In der Kabel 1 Synchronisation von Hey Dad! sprach er Robert Hughes. Auch in Hörspielen war Fritz von Hardenberg zu hören, zuletzt als Kurier Preston Aberdeen in der gleichnamigen Serie.
Am 2. Dezember 2010 starb Fritz von Hardenberg im Alter von 56 Jahren. Er hatte 1979 die Schauspielerin Elisabeth Spangenberg (* 1952) geheiratet; die Ehe wurde 1987 geschieden. Aus der Verbindung gingen die Tochter Franziska (* 1979) und der Sohn Sebastian (* 1981) hervor.

## Filmografie
- 1990: Bismarck … Herbert von Bismarck (Darsteller, Mini-Fernsehserie)

## Synchronrollen (Auswahl)

### Filme
- 1990: als Der Sturmriese in Peterchens Mondfahrt
- 1997: Christopher McDonald als Wilson Croft in Flubber
- 1997: Tim Allen als Brad Sexton in Zum Teufel mit den Millionen
- 1997: Arthur Kennedy als Flying Officer Jed Forrest in Sabotageauftrag Berlin
- 1997: Hugh Fraser als Frederick in 101 Dalmatiner
- 1998: Arthur Kennedy als Ned Sharp in Sein letztes Kommando
- 2001: Tim McInnerny als Alonzo in 102 Dalmatiner

### Serien
- 1993: Philip Maurice Hayes als Conan in Conan und seine tapferen Freunde
- 1995–1999: Tim Allen als Tim Taylor in Hör mal, wer da hämmert
- 1998–2005: Hank Azaria als Oberschulrat Gary Chalmers (2. Stimme) in Die Simpsons
- 1999–2005: Hank Azaria als Kirk van Houten in Die Simpsons
- 2002–2003: Adam West als Bürgermeister Adam West in Family Guy (Staffel 2–3)
- 2004: Dan Castellaneta als diverse Rollen (u. a. Roboter-Teufel 1. Synchronstimme, Bob Barker, uvm.) in Futurama